# Claudio, Ilaria, Giasone e Mauro
Claudio, Ilaria, Giasone e Mauro (Roma, III secolo d.C.), membri di una stessa famiglia, sono venerati come santi e martiri dalla Chiesa cattolica che ne celebra la memoria liturgica il 3 dicembre.

## Agiografia
La storia di san Claudio martire e della sua famiglia, riportata nel Martirologio di Adone, è immersa nella leggenda e risale al III secolo d.C. La leggenda, riportata nella passio dei santi Crisante e Daria, narra di come il tribuno militare Claudio, di guardia presso il carcere Tulliano, fosse convinto dalla santità di due illustri prigionieri, san Crisante e santa Daria, e da questi convertito. Insieme con lui si battezzarono la moglie Ilaria, i due figli Giasone e Mauro e i settanta soldati che obbedivano ai suoi ordini.
L'Imperatore Numeriano (283-284) fece quindi gettare Claudio in mare con un sasso al collo. I due figli, che si ostinavano nella fede cristiana, furono decapitati lungo la via Salaria. Lo stesso avvenne ai settanta soldati. Per accogliere i loro corpi, venne scoperto un canale sotterraneo lungo la strada consolare.

## Culto
La moglie Ilaria costruì due distinti sarcofagi, uno per il marito e uno per i figli. La forte donna, sposa e madre dolorosa, abitava sulla via Salaria, dove poi sorsero le necropoli della sua famiglia.
È il patrono dei tabagisti, secondo alcuni, ma non è mai stato ufficialmente ritenuto tale.
Il corpo santo di una martire di nome Ilaria si venera nella chiesa di San Bartolomeo a Giarratana custodito dentro un'elegante arca; alcuni documenti d'archivio, di recente esaminati, provano che il corpo fu acquistato a Roma dal sacerdote Antonino Distefano suo munere e donato alla chiesa di San Bartolomeo. La tradizione popolare vuole viceversa che il corpo fu donato da papa Alessandro VII ai Settimo di Giarratana.